# BIG GAME'81 HIDEKI
『BIG GAME '81 HIDEKI』（ビッグ・ゲーム'81 ヒデキ）は、1981年10月5日に発売された西城秀樹のライブ・アルバム（LP）である。

## 内容
西城秀樹が1981年8月16日に後楽園球場において開催した、第4回コンサート「BIG GAME '81 HIDEKI」の模様が収録されている。

## 収録曲
SIDE A
1. アイ・サレンダー (I Surrender) 
作詞・作曲：Russ Ballard
2. ラヴィン・ユー・ベイビー (Loving You Baby)
作詞・作曲：P.Stanley, V.Poncia, D.Child
3. レイディ (Lady)
作詞・作曲：Lionel Richie　訳詞：山本伊織
4. A.D.1928
作詞・作曲：Dennis Young　訳詞：あまがいりゅうじ
5. ロッキン・ザ・パラダイス (Rockin' The Paradise)
作詞・作曲：Dennis Young, James Young, Tommy Shaw　訳詞：あまがいりゅうじ
6. オン・ジ・アザー・サイド (On the Other Side)
作詞・作曲：Kerry Livgren　訳詞：山本伊織

SIDE B
1. 渚のカンパリ・ソーダー
作詞：松本隆　作曲：寺尾聰
2. スロー・メドレー
勇気があれば〜遙かなる恋人へ〜ラストシーン〜ブルースカイ ブルー
3. セクシーガール
作詞・作曲：横浜銀蝿
4. アイ・シャル・ビー・リリースト (I Shall Be Released)
作詞・作曲：B.Dylan　訳詞：あまがいりゅうじ

## CD収録曲
DISC1
1. メンバー紹介
2. オーバーチュア～マジック
3. アイ・サレンダー
4. ラビング・ユー・ベイビー
5. スイート・ソウル・アクション
6. ミッドナイトストリート
7. 渚のカンパリ・ソーダ
8. レイディ
9. ロンサム・シティー
10. A.D.1928～ロッキン・ザ・パラダイス
11. Magic
12. オン・ジ・アザー・サイド
13. 愛のコリーダ
14. メドレー１（Stars on 45～No Reply～I Should Have Known Better～Nowhere Man～Lose That Girl～Ticket to Ride～Get Back～Eight Days a Week～Stars on 45～Good-Day Sunshine～A Hard Days Night～If I Fell～Please Please Me～I Wanna Hold Your Hand）

DISC2
1. メモリーズ～メンバー紹介
2. スローメドレー（勇気があれば～遙かなる恋人へ～ラストシーン～ブルースカイ ブルー）
3. メドレー２（恋する季節～恋の約束～情熱の嵐～恋の暴走～薔薇の鎖～激しい恋～俺たちの時代～眠れぬ夜）
4. セクシー・ガール
5. センチメンタル・ガール
6. YOUNG MAN(Y.M.C.A.)
7. 傷だらけのローラ
8. アイ・シャル・ビー・リリースド
9. 夏の妹
10. ロスト・イン・ザ・シャッフル
11. セイリング

## 演奏
- 鈴木武久とポップン・ロール・バンド
- コーラス：キャッツ
- ダンサーズ：パッションレディース
- 賛助出演：ジープチーム, ジャパンアクションクラブ

## 復刻盤
- 1999年12月16日発売のCD『HIDEKI SUPER LIVE BOX』（6枚組）の中の3枚目（一部の楽曲が収録）
- 2023年11月24日発売、GOH HOTODAによるデジタルリマスタリング盤、Blu-spec CD2、紙ジャケット仕様